# ایر سنگال
ایر سنگال (انگلیسی: Air Senegal) شرکت هواپیمایی سنگالی است، که در سال ۲۰۱۶ تأسیس شد.